# 黒木政秀
黒木 政秀（くろき まさひで）は、生化学の教育研究者。医学博士（1982年、福岡大学）。福岡大学名誉教授。元福岡大学医学部長。熊本県多良木町生まれ、熊本県立人吉高等学校を経て熊本大学出身。悪性腫瘍（癌）の診断や治療後の経過観察における臨床検査上の腫瘍マーカーとして、医療の分野で最も利用されている癌胎児性抗原（英: Carcinoembryonic antigen, CEA）の研究における第一人者。2025年、紺綬褒章受章。

## 概要
1965年、カナダのフィル・ゴールドとサミュエル・O・フリードマンという人によって見いだされたCEAは、それ以来腫瘍マーカーとして利用されているが、その測定系には類似物質も同時に反応する問題が存在し、癌ではない疾患でも陽性を示すことが少なくなかった。黒木政秀は、CEAに対する多くのモノクローナル抗体をいち早く作製し、CEAや類似物質の分子構造と遺伝子構造の解明に貢献するとともに、それらの成果を基にCEAと類似物質を識別できる抗体を用いた測定系を開発して、CEA測定の精度と臨床的意義の向上に貢献した。これらの実績により、1996-2002年には文部科学省の大型研究プロジェクトであるハイテク・リサーチ・センター事業に研究組織：分子腫瘍学センターの代表者として「癌および関連疾患の診断と治療に関する遺伝子工学的新戦略」が採択され、さらに2002-2007年にも同プロジェクト・同事業に研究組織：分子腫瘍学センターの代表者として「消化器癌に対する新しい免疫療法および遺伝子療法の開発」と「造血器腫瘍に対する分子生物学的診断法およびバイオ治療法の確立」が採択されて、多くの業績を残している。また、国内、アメリカ、カナダ、ヨーロッパで成立したモノクローナル抗体に関する特許が多数あり、その多くは実用化され、それらを使用したCEA測定試薬は消化器癌を中心とするいろいろな癌の診断薬として、あるいは癌に対し手術や化学療法（薬物治療）や放射線療法などを実施したあとの経過を観察する検査薬として、国際的に広く利用されている。

## 略歴
- 1975年03月 熊本大学医学部医学科卒業
- 1975年07月 熊本大学医学部附属病院研修医
- 1978年04月 福岡大学医学部生化学講座助手
- 1982年11月 福岡大学にて医学博士号取得（論文博士）
- 1983年04月 福岡大学医学部生化学助教授
- 1986年09月 アメリカ国立がん研究所客員研究員（英: National Cancer Institute: NCI）（1988年10月まで）
- 1988年11月 福岡大学病院診療部臨床検査部助教授（1994年3月まで、兼務）
- 1994年04月 福岡大学医学部生化学教授（2015年3月まで）
- 1994年04月 福岡大学病院診療部臨床検査部教授（2007年11月まで、兼務）
- 1998年01月 福岡大学分子腫瘍学センター長（2007年11月まで）
- 2005年12月 福岡大学医学研究科長（2007年11月まで）
- 2007年12月 福岡大学医学部長および福岡大学評議員・理事（2011年11月まで）
- 2011年12月 福岡大学大学協議員（2013年11月まで）
- 2015年04月 福岡大学名誉教授（〜現在）

## 学会および社会活動
- 1989年 - 2006年 International Society of Oncology and Biomarkers（国際腫瘍学バイオマーカー学会）評議員
- 1995年 - 2014年 日本分子腫瘍マーカー研究会世話人
- 1999年 - 2014年 日本癌学会評議員
- 1999年 - 2015年 バイオ治療法研究会幹事
- 2000年 - 2015年 日本がん免疫学会評議員
- 2000年 - 2014年 Tumor Biology編集委員
- 2001年 : 主催 第5回バイオ治療法研究会
- 2002年 - 2014年 Gene Therapy & Molecular Biology編集委員
- 2003年 - 2014年 BMC Cancer編集委員
- 2004年 : 主催 第24回日本分子腫瘍マーカー研究会
- 2004年 - 2014年 Anticancer Research編集委員
- 2004年 - 2014年 Japanese Journal of Clinical Oncology編集委員
- 2010年 : 主催 第14回バイオ治療法研究会
- 2013年 - 2014年 大学基準協会大学評価委員会評価分科会委員
- 2014年 - 2019年 日本国際賞候補者推薦人

## 栄誉・顕彰
- 2014年 - アメリカ癌学会名誉会員
- 2015年 - 日本癌学会名誉会員
- 2015年 - 日本分子腫瘍マーカー研究会名誉会員
- 2025年 - 紺綬褒章受章[16]

## 著書
- 黒木政秀：癌のマーカー(1984)／新医科学大系,第5巻,癌（山村雄一,吉利和・監修),中山書店.
- 黒木政秀：Carcinoembryonic Antigen(CEA))(1985)／腫瘍マーカー —生化学的・免疫学的研究と臨床応用—（漆崎一郎,服部信・編）,医学書院.
- Kuroki, M.: A simple solid-phase mutual inhibition assay using biotinylated antigen for analyzing the epitope specificities of monoclonal antibodies（1994）／Cell Biology: A Laboratory Handbook (J. E. Celis, ed.), Vol. 2, Academic Press, USA.
- 黒木政秀：免疫系の生化学(2000)／医科生化学（桑野信彦・編）,講談社サイエンティフィク.
- Kuroki, M.: Gene therapy in cancer via use of a retrovector having a tumor-specificity and expressing inducible nitric oxide synthase(2004)／Methods in Molecular Biology, Vol. 279, Nitric Oxide Protocols (A. Hassid, ed.), Humana Press, USA. PMID 15199247
- Kuroki, M.: A solid-phase mutual inhibition assay with labeled antigen（2009）／Methods in Molecular Biology, Vol. 524, Epitope Mapping Protocols (U. Reineke and M. Schutkowski, eds.), Humana Press, USA.
- 黒木政秀 編：人体機能学Ⅲ 生体物質の代謝と異常(2011),城島印刷．ISBN 978-4-9903146-4-4
- 黒木政秀 編：モデル・コア・カリキュラム対応 医用生化学(2014),城島印刷. ISBN 978-4-9903146-7-5.
- 安永晋一郎・黒木政秀 編：モデル・コア・カリキュラム対応 医用生化学(2015),城島印刷. ISBN 978-4-9903146-8-2.